# Меленчук Андрій Альбертович
Андрій Альбертович Меленчук (нар. 1 серпня 2003, Україна) — український футболіст, лівий вінґер петрівського «Інгульця».

## Життєпис
У ДЮФЛУ з 2016 по 2020 рік виступав за ДЮСШ-11 (Одеса) та «Металург» (Запоріжжя). На початку вересня 2020 року перейшов до «Зорі», але в луганському клубі виступав лише за команду U-19. Потім перебував у структурі одеського «Чорноморця», де також грав у юнацькому чемпіонаті України.
На початку березня 2023 року перейшов до «Ниви». У футболці вінницького клубу дебютував на професійному рівні, 21 травня 2023 року в переможному (4:0) виїзному поєдинку 17-го туру Другої ліги України проти запорізького «Металурга-2». Андрій вийшов на поле на 62-й хвилині замість Івана Петрука. Цей матч виявився єдиним для молодого флангового нападника в складі «Ниви».
На початку березня 2024 року став гравцем «Реала Фарми». У футболці одеського клубу дебютував 24 березня 2024 року в нічийному (1:1) домашньому поєдинку 20-го туру Другої ліги України проти тарасівської ЮКСА. Меленчук вийшов на поле на 60-й хвилині замість Володимира Тилінського. У другій половині сезону 2023/24 років виходив на поле у 8-ми поєдинках Другої ліги України. Першим голом у дорослому футболі відзначився 13 жовтня 2024 року на 67-й хвилині нічийного (1:1) домашнього поєдинку 10-го туру групи А Другої ліги України проти франківської «Ревери 1908». Андрій вийшов на поле в стартовому складі та відіграв увесь матч. Загалом у складі «Реалу Фарми» зіграв 20 матчів (1 гол) у другій лізі України та 1 матч у національному кубку. Під час зимової перерви сезону 2024/25 років вільним агентом залишив одеський колектив.
На початку лютого 2025 року перебрався до «Інгульця». Вперше до заявки петрівського клубу потрапив 22 лютого 2025 року на програний (0:1) домашній поєдинок 18-го туру Прем'єр-ліги України проти житомирського «Полісся». Меленчук просидів усі 90 хвилин на лаві запасних.